# Dysdera centroitalica
Dysdera centroitalica är en spindelart som beskrevs av Gasparo 1997. Dysdera centroitalica ingår i släktet Dysdera och familjen ringögonspindlar.
Artens utbredningsområde är Italien. Inga underarter finns listade i Catalogue of Life.